# Indonesische parlementsverkiezingen 1997
De parlementsverkiezingen in Indonesië in 1997 waren verkiezingen in Indonesië voor de Volksvertegenwoordigingsraad. Zij vonden plaats op 29 mei 1997. Naast de Golkar-beweging van president Soeharto werden door het regime alleen de oppositiepartijen Verenigde Ontwikkelingspartij (PPP) en Indonesische Democratische Partij (PDI) toegelaten. Zoals alle verkiezingen in de periode van Soeharto's Nieuwe Orde tussen 1966 en 1998 won Golkar de verkiezingen met een ruime meerderheid. Deze verkiezingen zouden de laatste zijn tijdens de Nieuwe Orde. Het regime van Soeharto viel een jaar later en tijdens de Reformasi werden er nieuwe (vrije) verkiezingen gehouden in 1999.

## Rol van Megawati
Op het congres van oppositiepartij Indonesische Democratische Partij (PDI) van 1993 werd Megawati Soekarnoputri, dochter van oud-president Soekarno, gekozen als nieuwe partijvoorzitter. Het Soeharto-regime erkende deze keuze niet. De keuze voor Megawati werd genegeerd en het door Megawati-supporters ingenomen PDI-hoofdkwartier in Jakarta werd op 27 juli 1996 aangevallen door tegenstanders, gedacht wordt met steun van de regering. De PDI was nu uiteengevallen in twee facties, waarna Megawati voor de verkiezingen van 1997 opriep om niet op de PDI te stemmen, maar blanco te stemmen of zelfs een stem uit te brengen op de andere oppositiepartij: de Verenigde Ontwikkelingspartij (PPP). Dit is ook bekend als de Aliansi Mega-Bintang, oftewel de alliantie van Megawati en de ster (bintang is Indonesisch voor ster; het logo van de PPP was destijds een ster).
Mede door de rol van Megawati verloor de PDI aanzienlijk, terwijl de PPP een flinke winst boekte. Ook de steun voor regeringspartij Golkar groeide. Na de verkiezingen werd Soeharto in maart 1998 herkozen voor een zevende presidentstermijn. Het Ontwikkelingskabinet VII zou echter maar twee maanden zitten, en de president en het regime vielen in mei 1998, mede door de Aziatische financiële crisis. In 1999 werden er nieuwe verkiezingen gehouden en ditmaal werden er wel meer partijen toegestaan. Megawati's afsplitsingspartij, de Strijdende Indonesische Democratische Partij (PDI-P) won die verkiezingen met overmacht.

## Uitslagen
| Partij | Partij                                  | Stemmen    | Percentage | Zetels | +/- |
| ------ | --------------------------------------- | ---------- | ---------- | ------ | --- |
|        | Golkar                                  | 84.187.907 | 74,51      | 325    | 43  |
|        | Verenigde Ontwikkelingspartij (PPP)     | 25.340.028 | 22,43      | 89     | 27  |
|        | Indonesische Democratische Partij (PDI) | 3.463.225  | 3,06       | 11     | 45  |